# موساشیمارو کویو
موساشیمارو کویو (به ژاپنی: 武蔵丸 光洋) کُشتی‌گیر سوموی اهل هاوایی، در کشور ایالات متحده آمریکا است که شصت‌وهفتمین کشتی‌گیر دارای رتبهٔ یوکوزونا محسوب می‌شود. وی در سال ۱۹۹۹ میلادی به این مرتبه ارتقا یافت و در سال ۲۰۰۳ میلادی بازنشست شد. موساشیمارو کویو توانست ۱۲ بار قهرمان (یوشو) مسابقات سومو شود.